# Juan Carlos Fernández (futbolista)
Juan Carlos Raúl Fernández Velarde (La Paz, Bolivia; 25 de octubre de 1946) es un exfutbolista boliviano. Se desempeñaba como centrocampista.

## Biografía
Nació en la capital boliviana, La Paz, emigró desde muy joven a Perú donde culminó sus estudios en el Colegio Militar Leoncio Prado.

## Clubes
| Club                | País     | Año         |
| ------------------- | -------- | ----------- |
| Oriente Petrolero   | Bolivia  | 1964 - 1965 |
| Deportivo Municipal | Perú     | 1966 - 1970 |
| KDT Nacional        | Perú     | 1969        |
| Bolívar             | Bolivia  | 1971 - 1977 |
| Olimpia             | Paraguay | 1978        |
| Blooming            | Bolivia  | 1979        |

## Selección nacional
Fue convocado por primera vez en la selección absoluta en 1973 y debutó en un amistoso contra Venezuela. Fue incluido en la lista de convocados para la Copa América 1975 e hizo su debut en esta competición el 20 de julio contra Chile.

### Participaciones en Copa América
| Copa                | Sede                | Resultado           | PJ | Goles |
| ------------------- | ------------------- | ------------------- | -- | ----- |
| Copa América 1975   | Sudamérica          | Fase de grupos      | 2  | 0     |
| Total de su carrera | Total de su carrera | Total de su carrera | 2  | 0     |

### Participaciones en Eliminatorias
| Eliminatorias                    | País                | Resultado           | PJ | Goles |
| -------------------------------- | ------------------- | ------------------- | -- | ----- |
| Clasificatorias a Alemania 1974  | Alemania Occidental | Eliminado           | 4  | 0     |
| Clasificatorias a Argentina 1978 | Argentina           | Eliminado           | 3  | 0     |
| Total de su carrera              | Total de su carrera | Total de su carrera | 7  | 0     |

## Estadísticas
| Club                        | Temporada     | Liga  | Liga  | Copas nacionales | Copas nacionales | Copa Libertadores | Copa Libertadores | Total | Total |
| Club                        | Temporada     | Part. | Goles | Part.            | Goles            | Part.             | Goles             | Part. | Goles |
| --------------------------- | ------------- | ----- | ----- | ---------------- | ---------------- | ----------------- | ----------------- | ----- | ----- |
| Oriente Petrolero · Bolivia |               |       |       |                  |                  |                   |                   |       |       |
| 1964                        | ¿?            | ¿?    | -     | -                | -                | -                 | ¿?                | ¿?    |       |
| 1965                        | ¿?            | ¿?    | -     | -                | -                | -                 | ¿?                | ¿?    |       |
| Total club                  | ¿?            | ¿?    | -     | -                | -                | -                 | ¿?                | ¿?    |       |
| Deportivo Municipal · Perú  |               |       |       |                  |                  |                   |                   |       |       |
| 1966                        | ¿?            | ¿?    | -     | -                | -                | -                 | ¿?                | ¿?    |       |
| 1967                        | ¿?            | ¿?    | -     | -                | -                | -                 | ¿?                | ¿?    |       |
| 1968                        | ¿?            | ¿?    | -     | -                | -                | -                 | ¿?                | ¿?    |       |
| 1970                        | ¿?            | ¿?    | 3     | 0                | -                | -                 | ¿?                | ¿?    |       |
| Total club                  | 65            | 10    | 3     | 0                | -                | -                 | 68                | 10    |       |
| KDT Nacional · Perú         |               |       |       |                  |                  |                   |                   |       |       |
| 1969                        | 21            | 3     | -     | -                | -                | -                 | 21                | 3     |       |
| Total club                  | 21            | 3     | -     | -                | -                | -                 | 21                | 3     |       |
| Bolívar · Bolivia           |               |       |       |                  |                  |                   |                   |       |       |
| 1971                        | ¿?            | ¿?    | -     | -                | -                | -                 | ¿?                | ¿?    |       |
| 1972                        | ¿?            | ¿?    | -     | -                | -                | -                 | ¿?                | ¿?    |       |
| 1973                        | ¿?            | ¿?    | -     | -                | -                | -                 | ¿?                | ¿?    |       |
| 1974                        | ¿?            | ¿?    | -     | -                | -                | -                 | ¿?                | ¿?    |       |
| 1975                        | ¿?            | ¿?    | -     | -                | -                | -                 | ¿?                | ¿?    |       |
| 1976                        | ¿?            | ¿?    | -     | -                | 4                | 0                 | ¿?                | ¿?    |       |
| 1977                        | ¿?            | ¿?    | -     | -                | 4                | 0                 | ¿?                | ¿?    |       |
| Total club                  | 179           | 34    | -     | -                | 8                | 0                 | 187               | 34    |       |
| Olimpia Paraguay            |               |       |       |                  |                  |                   |                   |       |       |
| 1978                        | ¿?            | ¿?    | -     | -                | -                | -                 | ¿?                | ¿?    |       |
| Total club                  | ¿?            | ¿?    | -     | -                | -                | -                 | ¿?                | ¿?    |       |
| Blooming · Bolivia          |               |       |       |                  |                  |                   |                   |       |       |
| 1979                        | 23            | 0     | -     | -                | 3                | 0                 | 26                | 0     |       |
| Total club                  | 23            | 0     | -     | -                | 3                | 0                 | 26                | 0     |       |
| Total carrera               | Total carrera | ¿?    | ¿?    | ¿?               | ¿?               | 11                | 0                 | ¿?    | ¿?    |